# 詹姆斯·E·威廉斯号驱逐舰
詹姆斯·E·威廉斯号驱逐舰（USS James E. Williams (DDG-95)）是美国海军阿利·伯克级驱逐舰的第四十五艘，以海军上士詹姆斯·E·威廉斯命名。
詹姆斯·E·威廉斯号驱逐舰于2002年7月15日在密西西比州帕斯卡古拉的英戈尔斯造船厂安放龙骨，2003年6月25日下水，2004年12月11日服役。